# اندیس سیلیکات نیشابور (ادیب پور)
سیلیکات نیشابور (ادیب پور) یک اندیس فلزی است که در حوالی شهر مشکان استان خراسان قرار دارد و مادهٔ معدنی موجود در آن، مس است.  